# Mario Mutis
Pour les articles homonymes, voir Mutis.
Mario Mutis (né à Viña del Mar, né le 20 octobre 1947) est un musicien de rock chilien, bassiste et chanteur du groupe Los Jaivas.

## Instruments utilisés

### Basse
- Modèle de type Gibson, Hofner violon, de type Rickenbaker modèle 4000, Thomastic EB44 PowerBass (qu'il utilise actuellement)

### Autres instruments
- Pandereta, Claves, Ocarina, Charango, Cuatro, Zampoña, Quena, Kalimba.